# Sébastien Charpentier

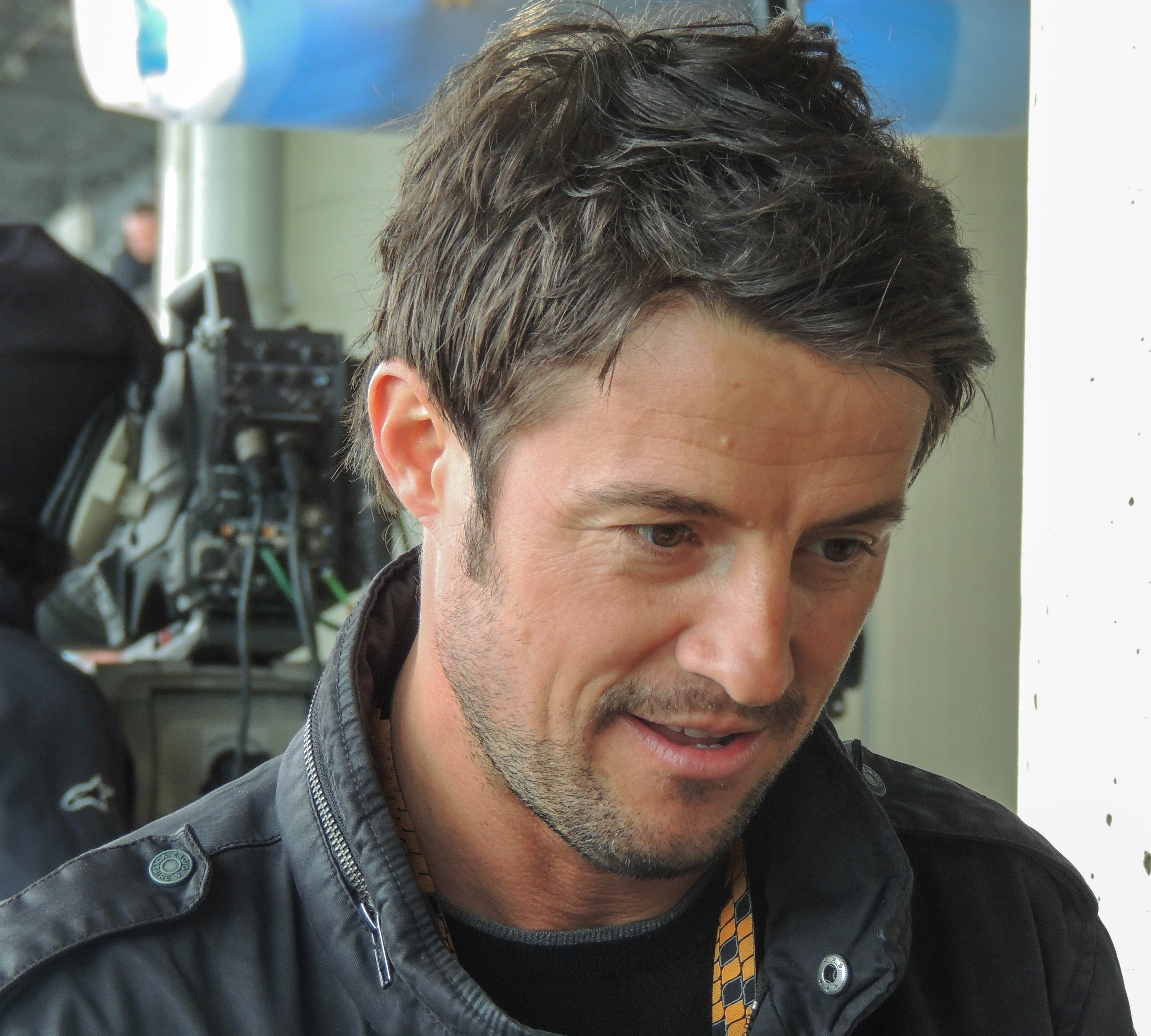
Sébastien Charpentier in 2013.

Sébastien Charpentier (La Rochefoucauld, 26 maart 1973) is een Frans motorcoureur. In 2005 en 2006 werd hij kampioen in het wereldkampioenschap Supersport. Hij werd hiermee de eerste meervoudig winnaar van deze klasse.

## Carrière
Charpentier begon zijn motorsportcarrière in diverse nationale kampioenschappen. In 1996 werd hij kampioen in de Franse Honda CB 500 Cup. Datzelfde jaar maakte hij zijn internationale debuut in een ronde van het FIM Endurance World Championship. In de daaropvolgende twee seizoenen reed hij een aantal races in deze klasse. In 1997 werd hij achtste in de Franse race van het Europees kampioenschap superbike en nam hij deel aan het Europees kampioenschap Supersport. In 1998 stapte hij over naar de wereldserie Supersport, waarin hij op een Honda reed. In zijn debuutseizoen won hij direct een race in Nürburg, maar in de rest van het jaar eindigde hij slechts eenmaal in de top 15. Met 27 punten werd hij dertiende in het kampioenschap.
In 1999 werd de wereldserie Supersport vervangen door een officieel wereldkampioenschap, waarin Charpentier wederom uitkwam op een Honda. Een negende plaats op Brands Hatch was zijn beste resultaat en hij werd met 20 punten negentiende in de eindstand. Ook nam hij dat jaar deel aan het Spaans kampioenschap Supersport, waarin hij als zestiende eindigde. In 2000 behaalde Charpentier geen punten in het WK Supersport; drie zestiende plaatsen waren dat jaar zijn beste klasseringen. Datzelfde jaar wist hij wel, samen met William Costes en Sébastien Gimbert, de 24 uur van Le Mans Moto te winnen.
In 2001 besloot het team van Charpentier om niet terug te keren naar het WK Supersport, waarop Charpentier overstapte naar het Spaans kampioenschap Supersport. Hij eindigde hierin op plaats 25 in het klassement. In 2002 keerde hij terug naar het WK Supersport, waarin hij vanaf de vijfde race op Monza op een Honda reed. Hij behaalde zijn beste resultaat met een dertiende plaats op Oschersleben en eindigde met 6 punten op plaats 28 in de rangschikking.
In 2003 behaalde Charpentier zijn eerste podiumfinish in het WK Supersport met een derde plaats op Brands Hatch. Met 72 punten werd hij zevende in het kampioenschap. In 2004 behaalde hij gedurende het seizoen vijf podiumplaatsen. Tevens startte hij op Misano voor het eerst vanaf pole position. Met 120 punten werd hij achter Karl Muggeridge, Broc Parkes en Jurgen van den Goorbergh vierde in de eindstand.
In 2005 won Charpentier voor Ten Kate Racing zes races en stond hij in drie andere races op het podium. Aan het eind van het seizoen liep hij echter een blessure op, waardoor hij de laatste twee races moest missen. Desondanks werd hij met 210 punten gekroond tot kampioen in de klasse. In 2006 behaalde hij vier zeges en een derde plaats in de eerste vijf races. Tijdens een testsessie op het Automotodrom Brno brak hij echter zijn heup bij een val, waardoor hij de daaropvolgende race in Misano moest missen. Vervolgens behaalde hij een aantal middelmatige resultaten en raakte zo de leiding in het kampioenschap kwijt aan Kevin Curtain. Hij wist uiteindelijk de laatste twee races van het seizoen te winnen en, mede door een val van Curtain in de laatste race op Magny-Cours, werd hij opnieuw kampioen in de klasse.
In 2007 bleef Charpentier actief voor Ten Kate in het WK Supersport, maar hij had nog steeds last van zijn blessure. Tijdens de vrije training op Donington liep hij een nieuwe breuk in zijn heup op, waardoor hij de races op Donington en Valencia moest missen. Hij eindigde in het hele seizoen niet op het podium; een vierde plaats op Phillip Island was zijn beste resultaat. Terwijl zijn teamgenoot Kenan Sofuoğlu kampioen werd, eindigde Charpentier met 51 punten als elfde in het klassement. Na dit seizoen maakte hij bekend te stoppen als motorcoureur.
In 2008 was Charpentier de manager van Ten Kate-coureur Maxime Berger, die dat jaar tweede werd in de FIM Superstock 1000 Cup. Zelf nam hij aan het eind van dat jaar, samen met Jean-Michel Bayle, deel aan de Bol d'Or op een Honda. In 2009 werd hij met Steve Plater en Matthieu Lagrive tweede in de 24 uur van Le Mans Moto op een Honda.
In 2010 keerde Charpentier terug in het WK Supersport op een Triumph. Al na de eerste race op Phillip Island, waarin hij dertiende werd, verliet hij het team om in te gaan op een aanbod van BMW om deel te nemen aan het FIM Endurance World Championship. Hij startte echter geen races in deze klasse en werd nog voor zijn debuut vervangen door Bertrand Stey, voordat het team na een race ophield te bestaan.
In 2011 kondigde Charpentier zijn definitieve afscheid als motorcoureur aan. Vervolgens ging hij aan de slag als analist voor de MotoGP-races voor de Franse versie van de televisiezender Eurosport, waar hij actief bleef totdat deze in 2018 de uitzendrechten kwijtraakte. Daarnaast is hij actief als ambassadeur voor Honda en is hij instructeur bij de rijschool First-on-track.